# Elecciones de la Administración Central Tibetana de 2011

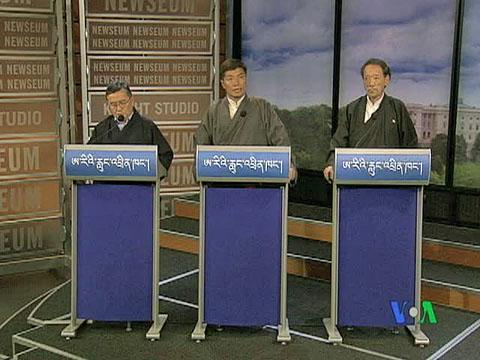
Los candidatos en un debate televisivo realizado en Washington, 1 de marzo de 2011

Las elecciones para el Kalon Tripa (primer ministro del gobierno tibetano en el exilio) fueron realizadas entre la diáspora tibetana y organizadas por la Administración Central Tibetana. Fue una elección particularmente significativa ya que previamente el líder espiritual del budismo tibetano el S.S. el dalái lama, quien ostentaba funciones como representante monárquico, había anunciado que renunciaría a todo cargo político a partir de 2011 por lo que quien fuese electo Kalon Tripa ejercería las potestades plenas de líder del pueblo tibetano en el exilio (unas 140.000 personas). Las elecciones fueron supervisadas por la Comisión Electoral y también se eligieron los 43 representantes en el Parlamento Tibetano en el Exilio.
Resultó vencedor el abogado y experto en Derechos Humanos nacido en India Lobsang Sangay, hijo de refugiados tibetanos que escaparon a India, Sangay nunca ha visitado Tíbet. Otros candidatos fueron el ex Kalon Tripa Tenzin Tethong, expresidente del Congreso de la Juventud Tibetana y experto en relaciones internacionales y el representante del dalái lama para América y ex Kalon (ministro) del Kashag en el exilio Tashi Wangdi.